# Roodstreepmutsjeslichtmot
De roodstreepmutsjeslichtmot (Acrobasis suavella, voorheen geplaatst in het geslacht Trachycera) is een vlinder uit de familie snuitmotten (Pyralidae). De spanwijdte van de vlinder bedraagt tussen de 19 en 24 millimeter. De soort overwintert als rups.

## Waardplanten
Acrobasis suavella heeft sleedoorn, dwergmispel en soms meidoorn als waardplanten.

## Voorkomen in Nederland en België
Acrobasis suavella is in Nederland en in België een schaarse maar wijdverbreide soort. De soort heeft jaarlijks één generatie die vliegt van juni tot in september.